# 라푸아

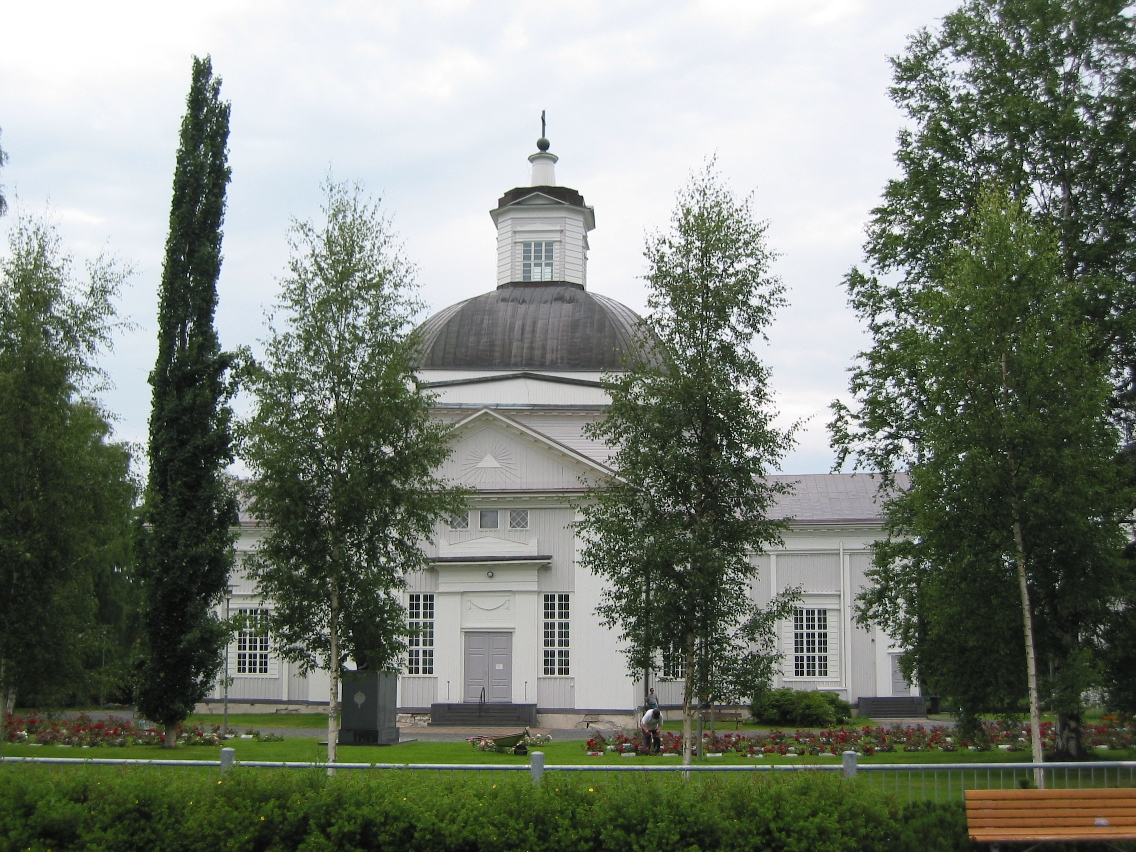
라푸아 성당

라푸아의 위치

라푸아(핀란드어: Lapua, 스웨덴어: Lappo)는 핀란드 남포흐얀마 지역에 위치한 도시로 면적은 750.77km2, 인구는 14,628명(2016년 기준), 인구 밀도는 19.85명/km2이다. 1930년대에 일어난 급진적 반공주의 정치 운동인 라푸아 운동이 일어난 곳이기도 하다.

시 문장

## 같이 보기
- 라푸아 운동